# 片翼の天使 〜one wing angel〜
『片翼の天使 ～one wing angel～』（かたよくのてんし）は、2005年8月10日にフリーウェアとして公開されたロールプレイングゲーム。チャンネルゼロによるRPGツクールXP製のファンタジー作品であり、 ベクターにおいて公開されているver.1.28（2007年9月13日更新）が最新版。

## 概要

### ストーリー
天使の生まれでありながら混血天使と呼ばれる体質であり、感情的になると一時的に悪魔に変身する少女つばめが主人公である。ある時つばめは、天使の国セイブライトを統べる大天使セキレイから、このままではいずれ天使の姿に戻ることができなくなり、それを止めるには下界に存在する輝石の力が必要だと告げられる。つばめは輝石を手に入れるため、親友の天使すずめや幼なじみの悪魔イスカとともに、冒険の旅に出ることになる。前述した3人のほか、一時的に天使に変身する混血悪魔のセッカが旅の途中からパーティメンバーとなる。
ストーリーについては、「数奇な運命を抱えながらも素直な少女つばめと、彼女の仲間たちが繰り広げる“青春活劇”ともいえるもの」「コミカルながらも切ない物語」と評されている。また本作には2種類の異なるエンディングが存在し、ゲームクリア後のイベントも用意されている。

### 登場人物
つばめ（Tsubame）
声 - 片岡みちか
性別：女性、年齢：16歳、クラス：天使、武器：杖、MaxHP：C、MaxSP：C、腕力：E、器用さ：B、素早さ：B、魔力：C
本作の主人公。両親は天使だが、悪魔の血が混じった混血天使。感情的になると悪魔へと姿が変わってしまう体質。
純粋でとても元気いっぱいの女の子で、天使が最も得意とする聖魔術と補助魔術を得意とする。
セキレイにこのまま体質を放っておくと時機に本来の姿を忘れ本当の悪魔になってしまうと聞かされる。本人は天使であり続けたいと願っており、仲間と共に旅に出ることになる。
すずめ（Suzume）
声 - 竹本圭織
性別：女性、年齢：17歳、クラス：天使、武器：弓、MaxHP：E、MaxSP：A、腕力：E、器用さ：D、素早さ：C、魔力：A
つばめの親友であり姉御肌を持ち合わせ、つばめとイスカにとっては姉のような存在。誰よりもつばめの体質を心配し気を遣ってくれる心優しい生粋の天使。
癒しの魔術と氷を放出する魔術を得意とする変わり種である。読書が趣味でかなりの勉強家で、同時にかなりの自信家でもある。ルックスやプロポーションはかなりのもので天界のミスコンで優勝し「ミスエンジェルウーマン」の称号を持つ。
イスカ（Isuka）
声 - 紺野柚希
性別：男性、年齢：16歳、クラス：悪魔、武器：銃、MaxHP：A、MaxSP：D、腕力：A、器用さ：E、素早さ：C、魔力：E
つばめの幼なじみであり、生粋の悪魔。闇を放出する魔術を得意とするが最も得意なのが雷である。
銃の扱いは天下一品だが不器用なのが玉に瑕。海（特に浜辺）は好きだが水は苦手。
イジワルで生意気で猪突猛進で一度言いだしたら聞かない。会うたびにつばめを挑発して悪魔の姿へと変えているが内心では彼女に恋心を抱いている。
セッカ（Sekka）
声 - 小鳥遊える
性別：男性、年齢：23歳、クラス：悪魔、武器：剣、MaxHP：C、MaxSP：A、腕力：B、器用さ：C、素早さ：C、魔力：A
旅の途中で出会うこととなる混血悪魔。つばめとは逆のパターンで笑ったりすると天使へと姿を変える。
同じ目的のつばめたちに同行を求め旅を共にする。特殊な魔術を心得ているためとても頼りになる存在。
性格は冷静沈着、イスカを昔の自分に当てはめ興味を持っている。ある事件をキッカケに下界に住み着いている。
悪魔だが髪の色が天使系なのは、彼が混血悪魔だからである。
セキレイ（Sekirei）
性別：女性、年齢：23歳、クラス：天使、武器：大剣
天界・セイブライトを統べる大天使であり、天使たちの憧れ。
冷静沈着で、静寂を崩さないが現在セイブライトの中で唯一の混血天使であるつばめを親身になって心配するなど心優しい一面を持ち合わせている。
美しい薄緑の髪は精気を最も集める色とされている。
細身の女性であるが大剣を巧みに扱うほど剣術の腕は確か。
ハヤブサ（Hayabusa）
性別：男性、年齢：24歳、クラス：悪魔、武器：？
魔界・ヘイムダルを統べる大悪魔で、セキレイとは幼なじみ。遊び好きで不真面目でありながらも悪魔たちからの信頼は大きい。
仕事をサボって遊びに行くこともたびたびあ不真面目に思われがちだが彼の持つ力は本物でセキレイすら比にならないと言われる。
夜に聖堂や「月見宴」で一人きりで月を眺めるのが好き。

### 戦闘
戦闘はリアルタイム制を採用しており、アタックゲージが満たされたキャラクターから行動できる。味方のキャラクターが連続して攻撃に成功するとコンボとなり有利な効果が得られる。また魔術にはそれぞれ属性があり、敵キャラクターにも弱点となる属性などが存在する。詠唱の際にはキャラクターボイスが流れ、つばめ役は片岡みちか（『ふぃぎゅ@メイト』では挿入歌とエンディングテーマを担当）、すずめ役は愛原圭織、イスカ役は紺野柚希、セッカ役は小鳥遊える（『ルセッティア 〜アイテム屋さんのはじめ方〜』ではカイユ役）である。
主人公のつばめはHPが残り30%を下回ると、悪魔の姿となり能力も変化する。またパーティメンバー全員が戦闘不能になった際には「リトライ」が選択可能となっている。

### 制作背景
作者である天空ウメは、「感情的になると悪魔になる天使」というキャラクターをゲームに登場させると面白いのではないかと思ったのが、制作のきっかけであると述べている。2005年1月23日から制作を開始したといい、RPGを作るのははじめてですべてにおいて苦労したと述べている。RPGツクールXPの機能によって実現できたフルカラーの一枚絵が特徴の作品であり、リアルタイム制の戦闘システムも本作の特徴であると述べている。またゲームクリア後の追加要素も用意し、プレイヤーがクリア後も楽しめる作品にしたとしている。
天空の作品としては、2006年公開の作品『Savior Cat』も知られており、「ストーリー性の高さ、魅力的なキャラ、本編以外の遊び要素の豊富さ、迫力のある演出と、細かな部分にも『プレイヤーを楽しませよう』という意気込みが感じられる」「会話シーンにおけるカットインや、イベント等で流れる動きのあるグラフィック、そして随所のボイスがこの世界観をより魅力的にしている」「多彩なグラフィックにキャラクターボイスと、市販作品に迫る完成度」「深い世界観と練りこまれたストーリーだけをとっても満足できる」と評されている。
なおチャンネルゼロによって制作されたゲームについては、二次創作や実況プレイなどの動画配信を認めると作者公式サイトにおいて表明されている。

## 評価
ベクターの新着ソフトレビューでは、「スピード感あふれる戦闘システムと美麗なグラフィックが特徴」の作品として紹介されている。戦闘システムについては、「難易度は若干高め」であり「熟考を許さないシステムのため、緊張感をともなったスピード感を味わえる」と評されている。また「重要なイベントでは美麗な一枚絵が雰囲気をより一層盛り上げてくれる」とされ、エンディング後の世界に用意された多くのイベントについても評価されている。
『タダで楽しむ!ウインドウズ最強ゲーム100』（PC・GIGA特別集中講座）では、「凝ったグラフィックに注目なファンタジーRPG」として紹介されている。「ストーリーにマッチした美しいグラフィック」が評価されており、「ステータス画面だけではなく、戦闘や重要イベントなど、様々なシーンで豪華なグラフィックを楽しむことができる」と評されている。
『テックウィンDVD』では、「システムは奇をてらっていないが、物語の中に随所に織り込まれたイベントとキャラクターボイスがストーリーを盛り上げる」と評されている。そしてツクール作品でありながら「ツボを押さえたストーリー展開でプレイヤーをグイグイ引き込む魅力」があり、「パズル的な要素」も多く「飽きることなく一気に遊び尽くせる」と評価されている。
『フリーゲームベストヒット』（ツカサムックITシリーズ）では、「システムはシンプルながらも、全体的なまとまりがよい」作品と評価されている。戦闘システムについては、「キャラクターの音声も挿入されており、スリル満点かつ、臨場感あふれるバトルを楽しめるつくり」であると評されている。またイベントシーンにおける一枚絵のグラフィックの挿入など「練られた演出のもとで、天使と悪魔の関係や、主人公の呪われた血といった、深みのある物語を楽しめる」と評価されている。
『使って試したからわかる!目的をかなえる無料ツール』（TJMOOK）では、イベントにおける「超高画質の一枚絵」について「迫力は満点」と評されており、「ストーリーの目の付け所から展開、そしてキャラクターやアイテムなどの概念まで細かく確立されている」クオリティの高い作品であるとの読者コメントが掲載されている。